# Chiaramonti
Chiaramonti (sardinsky: Tzaramònte, Ciaramònti, Chjaramònti) je italská obec (comune) v provincii Sassari v regionu Sardinie. Nachází se ve výšce 430 metrů nad mořem a má přibližně 1 500 obyvatel. Rozloha obce je 98,61 km².